# نیکلاس کاستنهوفر
نیکلاس کاستنهوفر (انگلیسی: Niklas Kastenhofer؛ زادهٔ ۸ ژانویهٔ ۱۹۹۹) بازیکن فوتبال است.
از باشگاه‌هایی که در آن بازی کرده‌است می‌توان به باشگاه فوتبال هالشر اشاره کرد.